# Thomas Cubitt

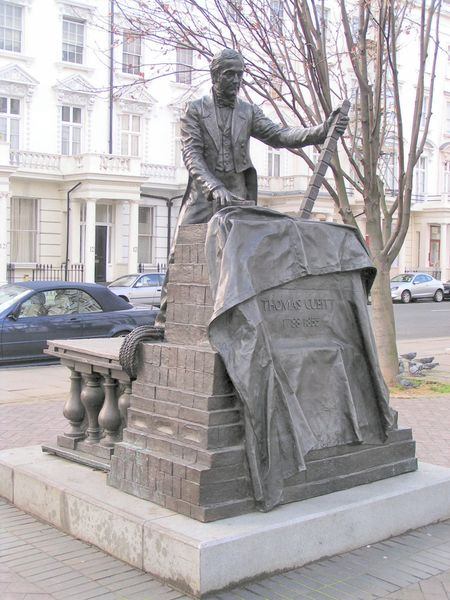
Estátua de Thomas Cubitt, por William Fawke, 1995. Denbigh Street, Londres.

Thomas Cubitt (Buxton, Norfolk, 1788 - 1855) foi um construtor do século XIX que trabalhou em Londres e em outras partes da Inglaterra.